# South Bend, Indiana
South Bend je grad u američkoj saveznoj državi Indiani. Grad upravo pripada okrugu St. Joseph. 

## Zemljopis
South Bend je grad u okrugu St. Joseph čije je i središte, nalazi se u sjevernom dijelu američke savezne države Indijane. South Bend se nalazi 8 km od granice s Michiganom, a otprilike na istoj udaljenosti od Illinoisa i Ohija. Udaljen je 150 km od Chicaga. 
Grad se prostire na 101,3 km2 od čega je 100,2 km2 kopnene površine, dok je 1,1 km2 vodenih površina.

## Stanovništvo
Prema popisu stanovništva iz 2000. godine grad je imao 107.789 stanovnika, 42.908 domaćinstava i 25.959 obitelji, dok je prosječna gustoća naseljenosti 1075 stan./km².
Prema rasnoj podjeli u gradu živi najviše bijelaca kojih ima 56,05 %, druga najbrojnija rasa su Afroamerikanci kojih ima 34,60 %, treći po brojnosti su Azijati kojih ima 1,20 %, dok Indijanaca ima 0,41 %

## Poznate osobe
- Ivan Meštrović, hrvatski kipar, umro u South Bendu 1962. godine

## Gradovi prijatelji
- Częstochowa
- Arzberg

## Vanjske poveznice
- Službena stranica grada